# Барлоу, Рэй
Рэ́ймонд Джо́н Барлоу (англ. Raymond John Barlow; 17 августа 1926, Суиндон, Уилтшир — 14 марта 2012, Bridgend, Бридженд) — английский футболист, играл на позиции полузащитника. Обладатель Кубка Англии 1954 года в составе «Вест Бромвич Альбион».

## Биография

### Клубная карьера
В течение 16 сезонов Барлоу играл за «Вест Бромвич Альбион», в составе которого в 1954 году выиграл Кубок Англии, когда в финальном матче со счётом 3:2 был обыгран «Престон Норт Энд». Всего во всех турнирах за «дроздов» сыграл 482 матча и забил 48 голов.
В 1960 году перешёл в «Бирмингем Сити», за который играл в течение некоторого времени и завершил карьеру в «Стаурбридже».

### Карьера в сборной
2 октября 1954 года в матче против сборной Северной Ирландии сыграл единственный матч за сборную Англии — Англия выиграла матч со счётом 2:0.

### Признание и смерть
В 2004 году Барлоу по итогам опроса, организованным в честь 125-летия клуба, был назван одним из 16 величайших игроков «Вест Бромвич Альбион».
Скончался 14 марта 2012 года в возрасте 85 лет после продолжительной болезни. На момент смерти он был последним живым игроком «Вест Бромвич Альбион», выигравшим в 1954 году Кубок Англии.

## Достижения
«Вест Бромвич Альбион»
- Обладатель Кубка Англии (1) : 1953/54